# تو هوت تو هاندل
تو هوت تو هاندل (بالإنجليزية: Too Hot to Handle)‏ هو برنامج تلفزيون الواقع أمريكي بريطاني تم عرض الموسم الأول من البرنامج الذي تكون من 8 حلقات على نتفليكس في 17 أبريل 2020. يدور العرض حول 10 أشخاص بالغين - جميعهم ينخرطون بشكل أساسي في علاقات لا معنى لها وغير قادرين على تكوين علاقات طويلة الأمد - يتم وضعهم معاً في منزل لمدة أربعة أسابيع ويجب عليهم العبور في ورش عمل مختلفة، كل ذلك أثناء منعهم من أي تقبيل، اتصال جنسي أو إرضاء الذات. يبدأ المتسابقون بالجائزة الكبرى التي تبلغ 100 ألف دولار والتي يتم تخفيضها في أي وقت يتم فيه كسر إي قاعدة.

## وصلات خارجية
- تو هوت تو هاندل على موقع IMDb (الإنجليزية)
- تو هوت تو هاندل على موقع ميتاكريتيك (الإنجليزية)
- تو هوت تو هاندل على موقع روتن توميتوز (الإنجليزية)
- تو هوت تو هاندل على موقع نتفليكس (الإنجليزية)
- تو هوت تو هاندل على موقع قاعدة بيانات الأفلام العربية
- تو هوت تو هاندل على موقع كينوبويسك (الروسية)
- تو هوت تو هاندل على موقع قاعدة بيانات الفيلم (الإنجليزية)